# 4936 Butakov
4936 Butakov è un asteroide della fascia principale. Scoperto nel 1985, presenta un'orbita caratterizzata da un semiasse maggiore pari a 2,2761345 UA e da un'eccentricità di 0,1261836, inclinata di 5,90591° rispetto all'eclittica.